# Ibrahim Hussein
Ibrahim Kipkemboi Hussein (Kapsabet, Valle del Rift,  3 de junio de 1958) es un corredor de larga distancia retirado de Kenia, que ganó tres veces el Maratón de Boston en 1988, 1991 y 1992. También fue el primer ganador de Kenia del Maratón de la ciudad de Nueva York en 1987, y de muchos otros maratones en sus años. Él y su esposa Zainab Ibrahim son exalumnos de la Universidad de Nuevo México en Albuquerque, NM. Ibrahim Hussein se encuentra entre muchos atletas en el Salón de la Fama de Nuevo México. La pareja tiene cinco hijos, Hussein Ibrahim, Farida Ibrahim, Hadija Ibrahim, Jamal Ibrahim y Warda Ibrahim.
Su victoria de 1988 en Boston fue un final fotográfico con Juma Ikangaa . Contuvo a Ikangaa por apenas un segundo. Este fue el final más ajustado del Maratón de Boston hasta ese momento. El final estuvo más reñido en 2000, cuando Elijah Lagat ganó. Ikangaa volvería a terminar segundo en los siguientes dos maratones de Boston, pero nunca los ganaría.
Es el hermano mayor de Mbarak Hussein, un ciudadano estadounidense naturalizado que es un maratonista de élite por derecho propio y que tiene dos resultados entre los cinco primeros en Boston (quinto en 2001 y cuarto en 2002) 